# Bombardeios navais Aliados no Japão na Segunda Guerra Mundial
Os bombardeios navais Aliados no Japão ocorreram durante as últimas semanas da Segunda Guerra Mundial, quando navios da Marinha dos Estados Unidos, da Marinha Real Britânica e da Marinha Real da Nova Zelândia bombardearam instalações industriais e militares no Japão. A maioria desses bombardeios foram realizados por couraçados e cruzadores, causando enormes danos a vários dos alvos e também às áreas civis próximas. Um dos grandes objetivos desses ataques era provocar os japoneses a usar parte de sua força reserva de aeronaves em batalha. Entretanto, os japoneses não tentaram atacar as forças Aliadas e nenhuma das embarcações envolvidas sofreu qualquer dano.
Os bombardeios começaram nos dias 14 e 15 de julho de 1945, quando vários navios norte-americanos atacaram as cidades de Kamaishi e Muroran. O ataque seguinte foi feito por uma força conjunta anglo-americana contra a cidade de Hitachi durante a noite de 17 para 18 de julho. Grupos de cruzadores e contratorpedeiros depois atacaram a área do Cabo Nojima em 18 de julho e do Cabo Shionomisaki na noite de 24 para 25 de julho. Embarcações norte-americanas e britânicas atacaram Hamamatsu quatro dias depois, seguido pelo bombardeio de Shimizu por contratorpedeiros na noite do dia 30 para o 31. O último bombardeio ocorreu em 9 de agosto, quando Kamaishi foi novamente atacada por embarcações norte-americanas, britânicas e neozelandesas. Dois submarinos norte-americanos também realizaram pequenos ataques em junho e julho, com um deles chegando a desembarcar uma pequena equipe de ataque.
Os bombardeios interromperam a produção industrial das cidades atingidas e convenceu muitos civis japoneses de que a guerra estava perdida. Até 1 739 civis e militares japoneses foram mortos e aproximadamente 1 497 feridos. As únicas baixas Aliadas foram 32 prisioneiros de guerra mortos acidentalmente nos dois bombardeios de Kamaishi.

## Antecedentes
Cidades e instalações industriais no arquipélago japonês ficaram sob constante ataque de bombardeiros pesados Boeing B-29 Superfortress das Forças Aéreas do Exército dos Estados Unidos baseados em campos de pouso nas Ilhas Marianas desde meados de 1945, durante os últimos meses da Segunda Guerra Mundial. Ataques de submarinos e navios de superfície Aliados também haviam cortado a maioria das rotas de comércio para o Japão, com grupos de tarefa de porta-aviões da Marinha dos Estados Unidos atacando áreas do arquipélago japonês em várias ocasiões. Escassez de combustível confinou nos portos a maioria das embarcações sobreviventes da Marinha Imperial Japonesa, forçando esta e o Serviço Aéreo do Exército Imperial Japonês a reter suas unidades aéreas restantes na reserva contra a invasão Aliada que esperava-se que ocorresse no final do ano. O Exército Imperial Japonês tinha avaliado antes da guerra que artilharia costeira não era mais adequada para as circunstâncias do país. Consequentemente, apenas alguns portos estratégicos eram protegidos por artilharia capaz de enfrentar navios inimigos, porém a maioria dessas armas eram de pequeno calibre.
Os couraçados rápidos norte-americanos tinham sido usados na Guerra do Pacífico principalmente como escolta para grupos de porta-aviões que formavam a principal força de ataque de sua Frota do Pacífico. Eles também ocasionalmente bombardearam posições em terra e travaram confrontos contra navios de guerra japoneses.
Comandantes navais Aliados decidiram em meados de 1945 usar os couraçados para realizarem uma série de ataques contra cidades litorâneas japonesas. Esperava-se que as forças armadas japonesas respondessem atacando os navios Aliados com as aeronaves mantidas na reserva, desta forma expondo-as a destruição por aviões Aliados. Entretanto, Quartel-General Imperial antecipou que os Aliados realizariam bombardeios e outras operações com esse objetivo e foi decidido que forças navais operando próximas do Japão não seriam atacadas. Em vez disso, as aeronaves permaneceriam na reserva até o início das operações de desembarque no arquipélago japonês.
A Terceira Frota dos Estados Unidos partiu do Golfo de Leyte nas Filipinas em 1º de julho de 1945 sob o comando do almirante William Halsey a fim de atacar o arquipélago japonês. Os planos de Halsey incluíam o uso de couraçados e cruzadores para bombardear instalações militares e fábricas. Os submarinos, em preparação para esses ataques, partiram para o litoral japonês à procura de minas navais.  Aeronaves B-29 Superfortress e Consolidated B-24 Liberator das Forças Aéreas do Exército também realizaram voos de reconhecimento fotográficos sobre boa parte do Japão à procura de campos de pouso e instalações que poderiam ser atacadas pela Terceira Frota.

## Bombardeios

### Primeiro em Kamaishi
A Força Tarefa 38, o principal componente da Terceira Frota, começou ataques aéreos no Japão em 10 de julho sob o comando do vice-almirante John S. McCain. Neste mesmo dia, aeronaves dos porta-aviões atacaram instalações ao redor de Tóquio. Eles então navegaram para o norte e atacaram Hokkaidō e o norte de Honshū no dia 14. Estas áreas estavam fora do alcance do B-29 Superfortress e nunca tinham sido atacadas até então. Os aviões enfrentaram pouca oposição e afundaram onze navios de guerra e vinte embarcações mercantes. Mais oito navios de guerra e 21 mercantes foram danificados, com os aviadores também reivindicando a destruição de 25 aeronaves japonesas.

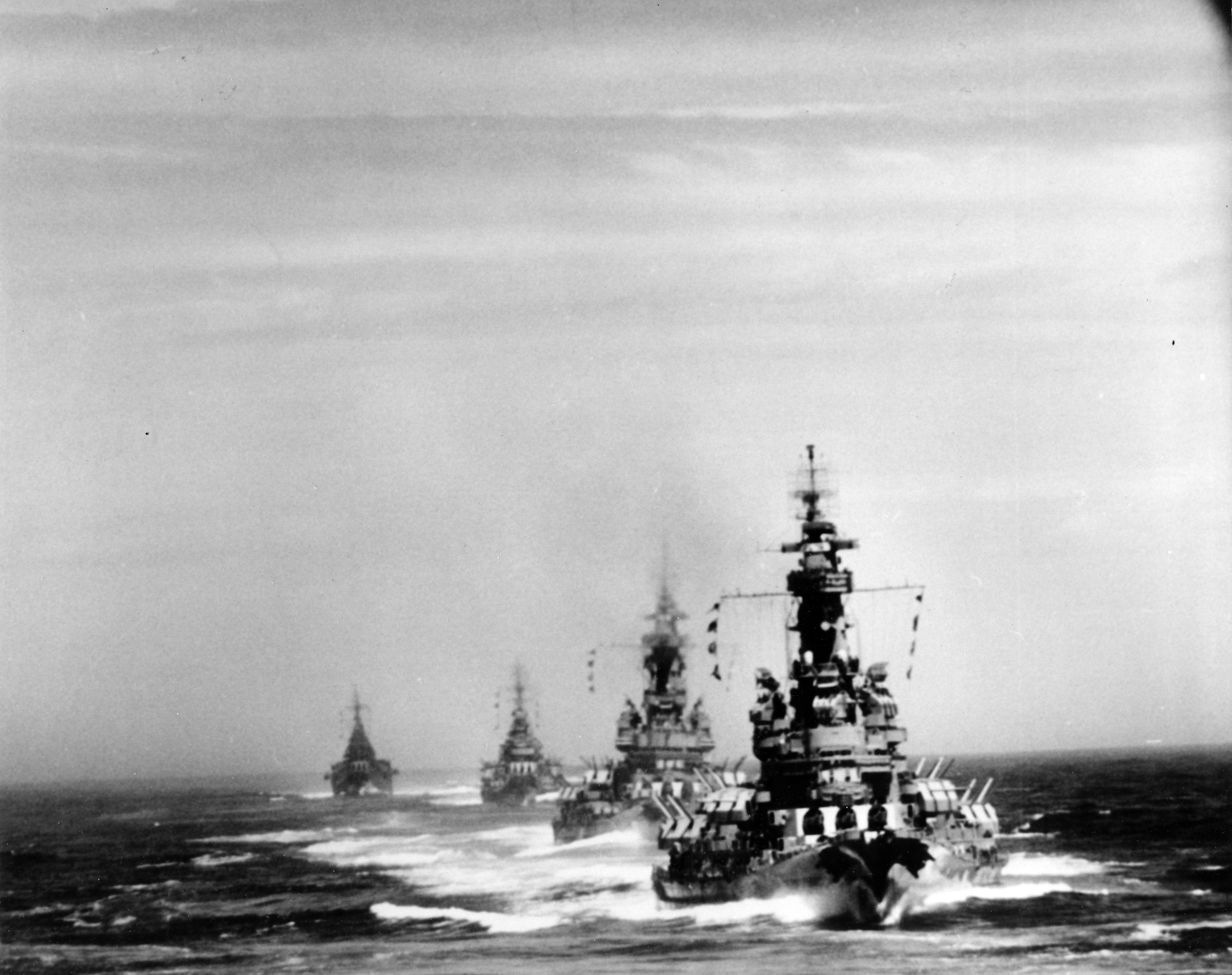
Navios da Unidade de Tarefas 38.8.1 aproximando-se de Kamaishi em 14 de julho de 1945; fotografia tirada do South Dakota mostrando o Indiana seguido pelo Massachusetts, Chicago e Quincy

O primeiro bombardeio Aliado de uma cidade litorânea japonesa também foi realizado em 14 de julho em conjunto com os ataques aéreos em Hokkaidō e no norte de Honshū. Um grupo de bombardeio sob o comando do contra-almirante John F. Shafroth foi designado como Unidade de Tarefas 38.4.1 e destacada da Força Tarefa 38 a fim de atacar a siderúrgica de Kamaishi, localizada ao norte de Honshū. A cidade na época tinha uma população de aproximadamente quarenta mil habitantes e sua siderúrgica estava entre as maiores do Japão. Entretanto, ela estava funcionando com menos da metade de sua capacidade normal devido à escassez de coque e outras matérias-primas. Prisioneiros de guerra Aliados tinham sido designados para na Companhia Siderúrgica Nippon e estavam abrigados em campos em Kamaishi. A Unidade de Tarefas 38.8.1 era formada pelos couraçados USS South Dakota, USS Indiana e USS Massachusetts, os cruzadores pesados USS Quincy e USS Chicago, mais nove contratorpedeiros como escolta.
O bombardeio começou às 12h10min a uma distância de 27 quilômetros. Os navios então aproximaram-se, mas mantiveram certa distância pois não haviam draga-minas para varrer a área. A ação durou mais de duas horas, durante o qual as embarcações fizeram seis passadas pela entrada do porto e dispararam 802 projéteis de 406 milímetros, 728 de 203 milímetros e 825 de 127 milímetros. A maioria acertou o terreno da siderúrgica, mas a concussão de suas explosões iniciou incêndios por toda Kamaishi. A fumaça resultante impediu que aeronaves dessem apoio ou atuassem como olheiros para os navios, que mesmo assim continuaram a disparar com precisão nos alvos pré-determinados. Nenhuma aeronave japonesa ou artilharia costeira respondeu ao bombardeio.
Aviões Aliados fotografaram a siderúrgica depois do ataque, porém analistas subestimaram a extensão dos danos. Esta foi uma das primeira vezes que fotografias aéreas foram usadas a fim de avaliar danos de bombardeios navais, com os analistas colocando muita ênfase no fato de que nenhum dos edifícios da siderúrgica tinham sido destruídos. Os Aliados descobriram após o fim da guerra que a siderúrgica tinha sido amplamente danificada e forçada a cessar operações por um período. Isto resultou na perda do equivalente a quatro semanas de produção de gusa e dois meses e meio de produção de coque. O ataque destruiu 1 460 casas e matou 431 civis. Vinte e oito marinheiros japoneses também morreram quando sua embarcação foi afundada no porto pelos disparos. Cinco prisioneiros de guerra Aliados também foram mortos no bombardeio.

### Muroran

Grandes ataques Aliados contra o Japão entre julho e agosto de 1945; ataques aéreos estão em preto e bombardeios navais em vermelho

Outra unidade de bombardeio, designada como Unidade de Tarefas 38.8.2, foi destacada da Força de Tarefas 38 na noite de 14 para 15 de julho com o objetivo de atacar a cidade de Muroran, localizada no litoral sudoeste de Hokkaidō. Esta força era comandada pelo contra-almirante Oscar C. Badger e era formada pelos couraçados USS Iowa, USS Missouri e USS Wisconsin, os cruzadores rápidos USS Atlanta e USS Dayton, mais oito contratorpedeiros como escolta. Halsey acompanhou esta operação a bordo do Missouri. Os alvos deste ataque eram as instalações da Siderúrgica do Japão e da Siderúrgica Wanishi. Uma outra força naval composta por quatro cruzadores e seis contratorpedeiros navegou na mesma noite pelo litoral leste de Honshū à procura de navios mercantes japoneses para serem atacados, porém não localizaram alvo algum.
O bombardeio da Unidade de Tarefas 38.8.2 começou na alvorada do dia 15. Os três couraçados dispararam ao todo 860 projéteis de 406 milímetros na cidade a uma distância aproximadamente entre 26 e 29 quilômetros. Observações aéreas e avaliação dos danos foram dificultadas pelo clima nebuloso, com apenas 170 projéteis acertando o terreno das duas siderúrgicas. Mesmo assim, danos consideráveis foram infligidos nas instalações industriais, resultando na perda da produção de dois meses e meio de coque e um pouco menos da produção de gusa. Danos aos edifícios da cidade também foi grande. Entretanto, assim como havia ocorrido no bombardeio de Kamaishi, analistas subestimaram a verdadeira escala dos danos.
O Unidade de Tarefas 38.8.2 esteve muito vulnerável a ataques aéreos no decorrer das mais de seis horas em que esteve visível do litoral de Hokkaidō, com Halsey posteriormente escrevendo que essas foras as horas mais longas de sua vida. A completa ausência de ataques aéreos convenceu o almirante que os japoneses estavam preservando suas aeronaves para serem usadas contra a força de invasão Aliada. Aviões dos porta-aviões da Força Tarefa 38 atacaram novamente Hokkaidō e o norte de Honshū ainda em 15 de julho, afundando a frota de navios que transportava carvão entre as duas ilhas.

### Hitachi
A Força Tarefa 38 se afastou do litoral japonês depois do fim dos ataques a Hokkaidō e Honshū a fim de reabastecer e se encontrar com o corpo principal da Frota Britânica do Pacífico, que foi designada como Força Tarefa 37. Porta-aviões norte-americanos e britânicos atacaram alvos ao norte de Tóquio na manhã de 17 de julho. Mais tarde no mesmo dia, a Unidade de Tarefas 38.8.2 foi destacada com o objetivo de bombardear alvos ao redor da cidade de Hitachi, aproximadamente oitenta quilômetros ao norte de Tóquio. Esta força foi novamente comandada por Badger e tinha os couraçados Iowa, Missouri, Wisconsin, USS North Carolina, USS Alabama e o britânico HMS King George V, os cruzadores rápidos Atlanta e Dayton, mais oito contratorpedeiros norte-americanos e dois britânicos. O King George V e suas duas escoltas navegaram à ré da força norte-americana e operaram independentemente. Halsey novamente acompanhou a operação a bordo do Missouri.
O bombardeio de Hitachi ocorreu na noite de 17 para 18 de julho. Chuva e névoa dificultaram a localização dos alvos e impediram que aeronaves observadoras fossem lançadas e utilizadas, mas mesmo assim vários aviões lançados por porta-aviões voaram patrulhas de combate aéreo acima da força de bombardeio. Os navios Aliados abriram fogo às 23h10min e miraram nos alvos usando seus radares e o sistema LORAN. Eles tinham como alvo nove instalações industriais, com o King George V sendo designado com alvos similares a aqueles escolhidos para os couraçados norte-americanos. O bombardeio terminou às 1h10min, com os couraçados norte-americanos tendo disparado ao todo 1 238 projéteis de 406 milímetros, enquanto o King George V disparou 267 projéteis de 356 milímetros. Os dois cruzadores rápidos dispararam 292 projéteis de 152 milímetros em instalações eletrônicas e de radares localizadas ao sul de Hitachi. Todos os disparos ocorreram a uma distância de 21 a 32 quilômetros do litoral.
Apenas três dos nove alvos foram atingidos e o dano geral à área industrial da cidade foi avaliado como "leve". Entretanto, o ataque infligiu danos consideráveis às áreas urbanas e de serviços essenciais. Um ataque de B-29 Superfortress na noite de 18 para 19 de julho destruiu ou danificou 79 por cento da área urbana de Hitachi.

### Nojima e Shionomisaki
As Forças Tarefas 37 e 38 realizaram mais ataques aéreos na área de Tóquio em 18 de julho, com o principal esforço norte-americano sendo uma tentativa de afundar o couraçado japonês Nagato, que estava atracado no Distrito Naval de Yokosuka. Naquela mesma noite, a Divisão de Cruzadores 17, formada pelos cruzadores rápidos USS Pasadena, USS Springfield, USS Astoria e USS Wilkes-Barre, mais seis contratorpedeiros como escolta, todos sob o comando do contra-almirante J. Cary Jones, dispararam ao todo 250 projéteis de 152 milímetros contra uma estação de radar localizada no Cabo Nojima no decorrer de cinco minutos, porém todos erraram o alvo.
A frota Aliada, após a finalização dos ataques na região de Tóquio, realizou ações de reabastecimento entre 21 e 23 de julho, seguindo então para atacar Kure e o Mar Interior de Seto de 24 a 28 de julho. A Divisão de Cruzadores 17 patrulhou o Canal de Kii na noite do dia 24 para o 25, bombardeando uma base naval de hidroaviões em Kushimoto, um campo de pouso próximo do Cabo Shionomisaki e uma estação de rádio. Este ataque durou apenas quatro minutos e novamente causou pouquíssimos danos.

### Hamamatsu
Um grupo de navios de guerra foi destacado em 29 de julho do corpo principal da frota Aliada a fim de bombardear a cidade de Hamamatsu, que está localizada no litoral sul de Honshū entre Nagoia e Tóquio. Esta força era formada pelos mesmos navios que tinham anteriormente atacado Kamaishi em 14 de julho com a adição de forças britânicas, sendo estas o King George V e os contratorpedeiros HMS Ulysses, HMS Undine e HMS Urania; as quatro embarcações britânicas foram designadas como a Unidade de Tarefas 37.1.2. Esta força novamente ficou sob o comando de Shafroth. Hamamatsu anteriormente tinha sido muito danificada por ataques aéreos.
As embarcações Aliadas atacaram seus alvos independentemente. O King George V abriu fogo às 23h19min  a uma distância de 18,3 quilômetros contra a Fábrica Nº2 da Companhia de Instrumentos Musicais do Japão, que estava sendo usada para a fabricação de hélices de aeronaves. O couraçado disparou 265 projéteis de 356 milímetros em 27 minutos e aproveitou a visibilidade boa para usar uma aeronave observadora. Mesmo assim, poucos danos foram infligidos contra a fábrica. O Massachusetts atacou a Fábrica Nº1, mas acertou apenas alguns projéteis. Apesar dos danos físicos limitados, o bombardeio aumentou o absenteísmo trabalhista e interrompeu serviços vitais que fizeram as fábricas cessarem suas produções. Os navios também bombardearam o pátio de locomotivas da Ferrovia Governamental Imperial e outras três instalações industriais.
O pátio ferroviário cessou suas operações por três meses devido aos danos, mas duas das outras instalações já tinham praticamente cessado suas operações antes do ataque e a terceira não foi danificada. Duas pontes da Linha Principal Tōkaidō foram alvos, mas não foram atingidas, porém os danos contra a infraestrutura ferroviária em Hamamatsu fechou a linha por 66 horas. O Undine abriu fogo duas vezes contra um pequeno grupo de embarcações que provavelmente eram barcos pesqueiros. Nenhuma aeronave ou artilharia costeira japonesa respondeu aos ataques. Este bombardeio foi a última vez que um couraçado britânico disparou seus canhões contra um inimigo.

### Shimizu
O próximo bombardeio ocorreu na noite de 30 para 31 de julho. A Esquadra de Contratorpedeiros 25, sob o comando do capitão J. W. Ludewig a bordo do USS John Rodgers, fez uma varredura na Baía de Suruga procurando navios mercantes para atacar. Nenhuma embarcação foi encontrada e assim a esquadra navegou para dentro da baía nas primeiras horas do dia 31 e disparou 1,1 mil projéteis de 127 milímetros durante sete minutos contra um pátio ferroviário e fábrica de alumínio em Shimizu. A fábrica foi acertada, porém ela era de pouca importância pois tinha praticamente encerrado sua produção pela escassez de matérias primas. Nenhum dano foi infligido ao pátio ferroviário.

### Segundo em Kamaishi

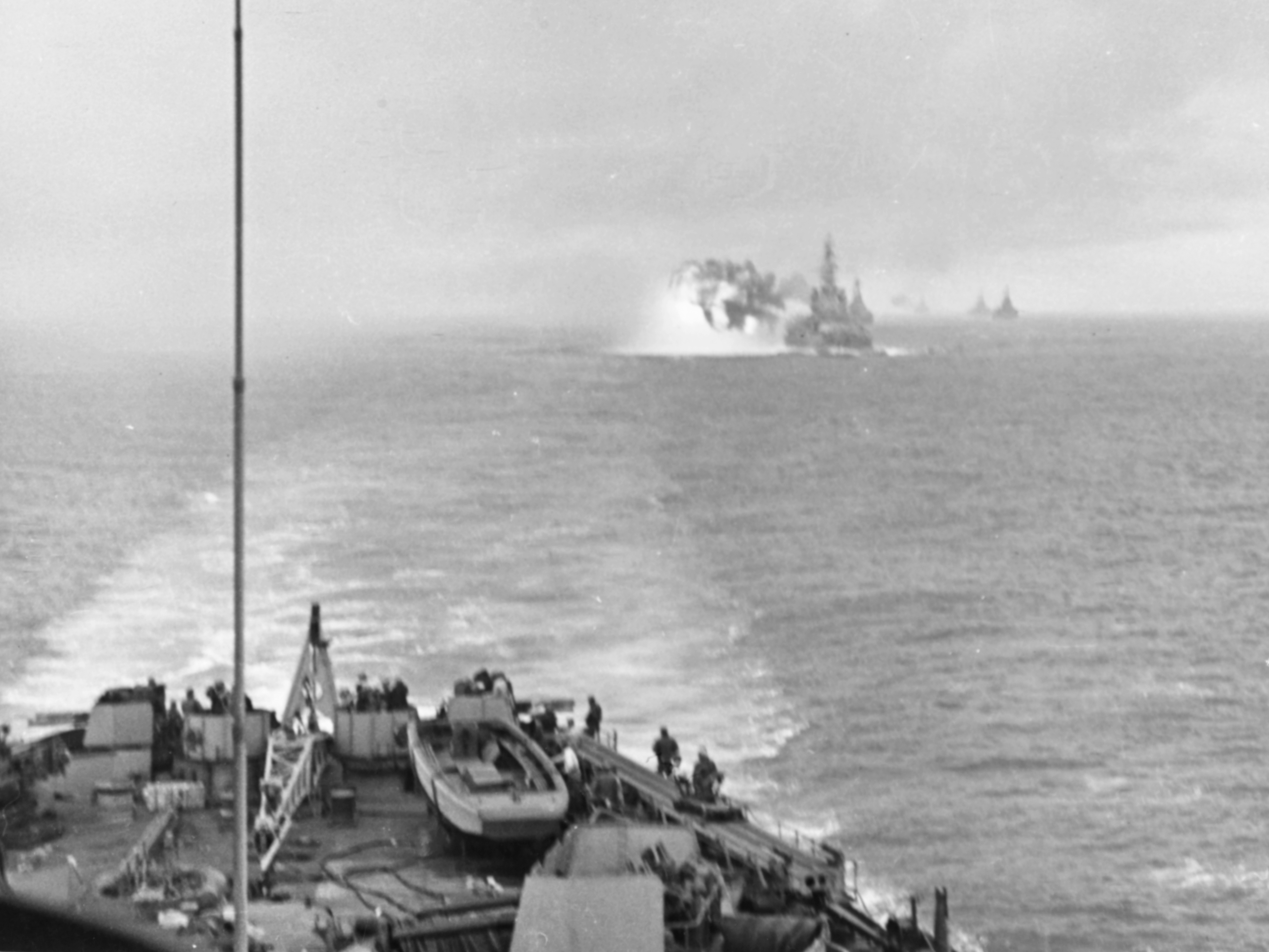
O Massachusetts disparando contra Kamaishi em 9 de agosto de 1945

A frota Aliada navegou para longe do litoral japonês durante os últimos dias do mês de julho e os primeiros dias de agosto com o objetivo de evitar um Tufão Eva e consequentemente permitir que os navios reabastecessem seus estoques de munição e combustível. A frota então seguiu para o norte, com os porta-aviões atacando uma grande concentração de aeronaves e campos de pouso localizados no norte de Honshū nos dias 9 e 10 de agosto. Os pilotos reivindicaram a destruição de 720 aviões japoneses nesta operação.
Kamaishi foi bombardeada novamente em 9 de agosto como parte dessas operações no norte do Japão pela crença errônea de que sua siderúrgica não tinha sido muito danificada anteriormente. A Unidade de Tarefas 38.8.1 realizou este ataque, formada pelos mesmos navios que já tinham bombardeado a cidade no começo de julho com a adição dos cruzadores pesados USS Boston e USS Saint Paul, o cruzador rápido britânico HMS Newfoundland e o neozelandês HMNZS Gambia, mais os contratorpedeiros HMS Terpsichore, HMS Termagant e HMS Tenacious. O King George V não participou desta ação pois problemas mecânicos afetando o eixo de duas de suas hélices impediam que ele navegasse na velocidade mínima especificada para a força de bombardeio.
As embarcações Aliadas abriram fogo na siderúrgica e docas de Kamaishi às 12h54min. O bombardeio foi realizado a uma distância média de treze quilômetros e durou por quase duas horas. Os navios fizeram quatro passadas pelo porto da cidade e dispararam 803 projéteis de 406 milímetros, 1 383 de 203 milímetros e 733 de 152 milímetros. O Gambia disparou os últimos tiros da ação. Várias aeronaves japonesas aproximaram-se durante o bombardeio e dois foram abatidos por caças Aliados. O bombardeio causou mais danos do que o ataque de julho e grandes quantidades de gusa foram destruídas. O ataque também acertou áreas residenciais próximas da siderúrgica, destruindo 1 470 casas e matando 283 civis. Os sons do bombardeio foram transmitidos para os Estados Unidos ao vivo por rádio através de um retransmissor a bordo do Iowa. Um dos campos de prisioneiros de guerra de Kamaishi foi destruído neste ataque, resultando na morte de 27 prisioneiros Aliados.
Mais um bombardeamento que teria o King George V, três cruzadores rápidos mais um certo número de contratorpedeiros como escolta foi planejado para ser realizado em 13 de agosto contra um alvo não especificado. Este ataque acabou cancelado pelos problemas mecânicos que o couraçado ainda estava sofrendo e pelos bombardeamentos atômicos de Hiroshima e Nagasaki em 6 e 9 de agosto, respectivamente. A frota Aliada não realizou mais operações de bombardeios e o Japão se rendeu em 15 de agosto.

## Ataques de submarinos

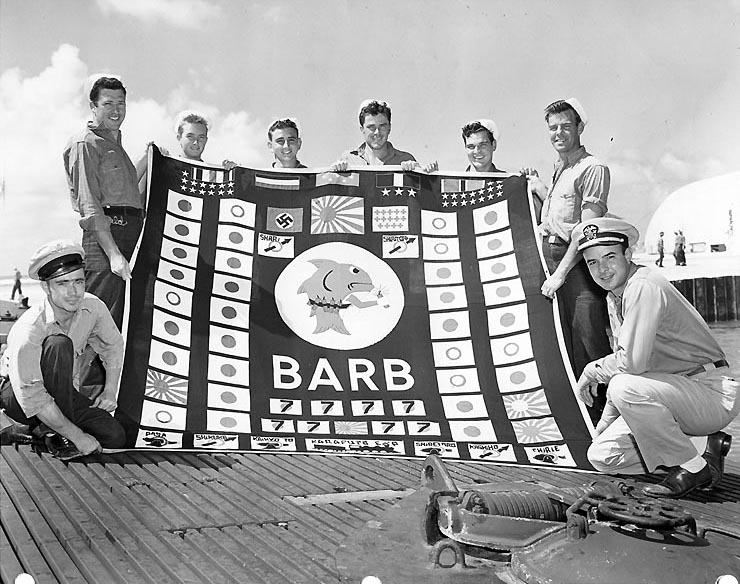
Tripulantes do Barb que desembarcaram no Japão em 23 de julho posando junto com o estandarte de guerra do submarino

Dois submarinos norte-americanos atacaram o arquipélago japonês em junho e julho. O USS Barb chegou ao norte do arquipélago japonês em 20 de junho sob o comando do comandante Eugene B. Fluckey. A embarcação tinha sido recentemente equipada com um lançador experimental de foguetes de 127 milímetros para uso em bombardeios litorâneos. O Barb disparou 12 foguetes contra Shari, no nordeste de Hokkaidō, pouco depois da meia-noite de 22 de junho. O submarino seguiu para o norte e em 2 de julho bombardeou Kaiyo, no sudeste de Sacalina. Este ataque destruiu três sampanas atracadas, danificou um viveiro de focas e causou vários incêndios. No dia seguinte a embarcação disparou mais foguetes contra Shisuka. Uma equipe de oito tripulantes do Barb desembarcou no litoral leste de Sacalina no dia 23 e colocaram cargas de demolição em um trilho de trem. As cargas foram acionadas por um trem de passagem enquanto os homens remavam de volta para o submarino, matando 150 pessoas, incluindo civis. No dia seguinte a embarcação disparou 32 foguetes em Shirutoru e doze em Kashiho. O Barb então recuou de volta para sua base, mas no caminho também bombardeou Chiri em 25 de julho e Shibetoro no dia seguinte. O ataque contra este último teve como alvo um estaleiro que estava construindo sampanas, destruindo 35 embarcações recém-construídas.
O segundo bombardeio ocorreu na manhã de 24 de junho, quando o USS Trutta disparou alguns projéteis contra a ilha de Hirado, no Estreito de Tsushima. Este ataque tinha a intenção de convencer os japoneses de que uma força de submarinos que estava operando no Mar do Japão iria partir pelo Estreito de Tsushima, em vez de sua verdadeira rota pelo norte através do Estreito de La Pérouse entre Hokkaidō e Sacalina.

## Consequências

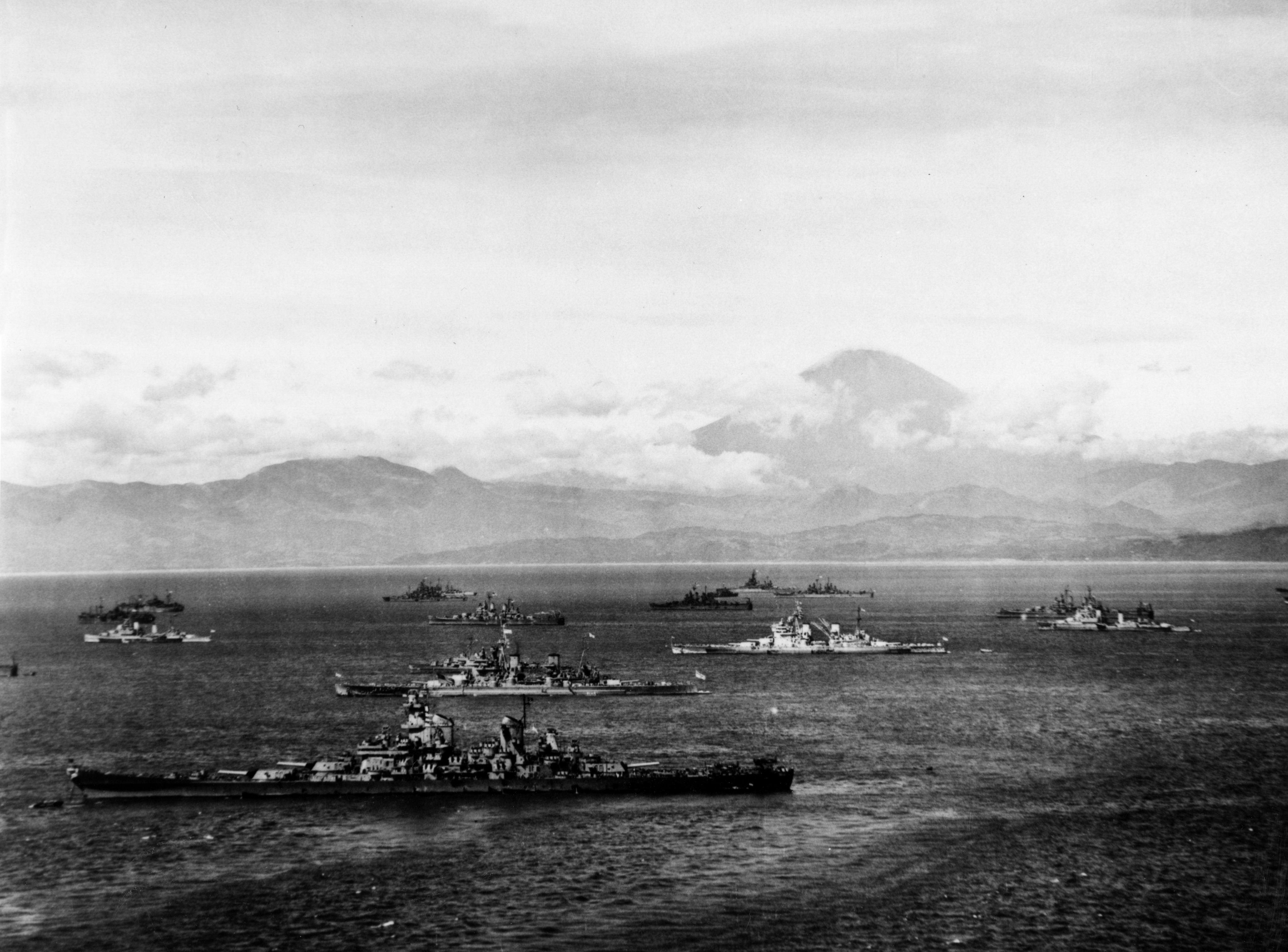
O Missouri e outros navios Aliados na Baía de Sagami em 28 de agosto de 1945

Apesar dos bombardeios navais não terem provocado a reação das forças armadas japonesas que os Aliados esperavam, eles ainda assim interromperam a indústria siderúrgica do Japão. Várias das fábricas estavam na verdade operando em capacidade reduzida, mas mesmo assim as importantes siderúrgicas em Kamaishi e Muroran foram seriamente danificadas quando foram bombardeadas em julho e agosto. A artilharia Aliada foi precisa em ambos os ataques e se focou nas baterias de produção de coque, que eram cruciais para sua operação. Avaliações pós-guerra revelaram que os danos causados aos edifícios industriais pelos projéteis de 406 milímetros eram menores do que aqueles causados por bombas de uso geral usadas pelas aeronaves Aliadas, com ambas as armas tendo aproximadamente o mesmo peso. Apesar disto apoiar a opinião de McCain de que os aviões designados para proteger as forças de bombardeio poderiam ter causado mais danos do que os próprios navios, a Pesquisa de Bombardeio Estratégico dos Estados Unidos considerou que os bombardeios navais foram justificados pelo pequeno risco às embarcações envolvidas.
Os bombardeios também afetaram a moral da população japonesa. Civis que presenciaram tanto ataques aéreos quanto os bombardeios navais acharam que os ataques navais eram mais assustadores por serem imprevisíveis e durarem por mais tempo. Várias instalações industriais que não foram muito danificadas nos bombardeios mesmo assim sofreram grandes perdas em produção devido ao absentismo e produtividade reduzida. Entretanto, isto não foi o caso para todas as instalações que foram atacadas, com a moral de trabalhadores de pelo menos duas fábricas bombardeadas supostamente tendo chegado até a aumentar. O surgimento de navios de guerra Aliados próximos do litoral também convenceu muitos cidadãos japoneses de que a guerra estava perdida. Estas atitudes mesmo assim não contribuíram para levar ao fim da guerra, pois a opinião de civis teve pouquíssimo peso na decisão do governo japonês em se render.
A Agência de Estabilização Econômica do Japão calculou em meados de 1949 que os bombardeios navais Aliados e outras formas de ataque que não envolveram bombas causaram a morte de um total de 3 282 pessoas, representando 0,5 por cento de todas as baixas infligidas pelos Aliados no arquipélago japonês. As mortes atribuídas exclusivamente aos bombardeios navais e ações relacionadas incluíam 1 739 mortos, 1 497 feridos e 46 pessoas ainda classificados como desaparecidas.

### Citações
1. ↑   Zaloga 2010, pp. 4–6, 53–54
2. ↑   Zaloga 2010, pp. 8–13
3. ↑   Whitley 1998, p. 17
4. ↑   Willmott 2002, pp. 193–194
5. ↑   Giangreco 2009, p. 88
6. ↑   Hoyt 1982, pp. 37–38
7. ↑   Morison 1960, pp. 310–312
8. 1 2   Morison 1960, p. 312
9. 1 2   Marinha Real 1995, p. 218
10. 1 2 3 4 5 6   Morison 1960, p. 313
11. ↑   Banham 2009, p. 262
12. ↑   Marinha Real 1995, pp. 218–219
13. 1 2   «艦砲射撃». Kamaishi. 2020. Consultado em 24 de janeiro de 2023
14. ↑   Banham 2009, p. 207
15. ↑   Morison 1960, pp. 313–314
16. 1 2 3 4   Marinha Real 1995, p. 219
17. 1 2   Potter 1985, p. 343
18. ↑   Hoyt 1982, pp. 43–44
19. 1 2 3   Morison 1960, p. 314
20. 1 2   Marinha Real 1995, p. 220
21. ↑   Hoyt 1982, p. 54
22. 1 2   Marinha Real 1995, pp. 220–221
23. ↑   Morison 1960, p. 316
24. 1 2   Marinha Real 1995, p. 221
25. ↑   Morison 1960, pp. 313, 316
26. 1 2   Marinha Real 1995, p. 222
27. ↑   Marinha Real 1995, pp. 222–223
28. ↑   Morison 1960, p. 331
29. ↑   Marinha Real 1995, pp. 221–222
30. ↑   Marinha Real 1995, p. 224
31. 1 2   Marinha Real 1995, pp. 224–225
32. ↑   Willmott 2002, pp. 194–195
33. ↑   Morison 1960, p. 322
34. ↑   Morison 1960, pp. 331–332
35. 1 2 3   Marinha Real 1995, p. 226
36. ↑   Hobbs 2011, p. 285
37. ↑   Wright 2003, p. 155
38. ↑   Potter 1985, p. 346
39. ↑   Banham 2009, pp. 209, 262
40. ↑   Smith 1994, p. 184
41. ↑   Marinha Real 1995, pp. 227–228
42. 1 2   Blair 2001, p. 866
43. 1 2   «Barb I (SS-220)». Dictionary of American Naval Fighting Ships. Naval History and Heritage Command. Consultado em 24 de janeiro de 2023
44. ↑   Blair 2001, pp. 866–867
45. ↑   Blair 2001, p. 867
46. ↑   Sturma 2011, p. 118
47. ↑   Blair 2001, p. 864
48. ↑   «Trutta (SS-421)». Dictionary of American Naval Fighting Ships. Naval History and Heritage Command. Consultado em 24 de janeiro de 2023
49. ↑   Marinha Real 1995, p. 231
50. ↑   Marinha Real 1995, p. 229
51. ↑   Marinha Real 1995, pp. 229–330
52. ↑   Frank 1999, p. 158
53. ↑   Morison 1960, p. 333
54. ↑   Agência de Estabilização Econômica (1949). «Taiheiyōsensō ni Yoru Wagaguni Higai Sōgō Hōkokusho». Tóquio: Departamento de Planejamento, Escritório do Secretário-Geral